# Двобој међу Србима с краја 19. и почетком 20. века
Двобоји међу Србима с краја 19. и почетком 20. века били су друштвена појава и врста разрачунавања, у једној затвореној историјској целини у којој се доказивала кривица, чувала част и образ. Владари нису волели да се њихови потчињени убијају. У том смислу Краљевина Србија је озаконила двобој, усвајањем Закона о војнодисциплинском суду Краљевине Србије 1899. године. У одређеном историјском раздобљу била је једина земља у Европи која је признавала двобој, као облик заштите части. јер је правилима подвела под контролу већ постојећу праксу двобоја.  Тема двобоја, из овог периода Српског друштва, омогућава да се из једног веома посебног угла стекне јасан увид у свет који више у њој не постоји, јер се по традицијама, пореклу, наслеђу, инкорпорираности у официрски сталеж, образовању и великом броју обичаја, уклапа у слику друштава из доба монархије. Друштва у коме је краљ био средиште политичке власти, а не председник владе. А у тој монархији су виши друштвени редови били за двобој, јер су спремнији да на коцку не стављају само угодности живота и имовину, већ и сам живот, док средњи слојеви (сеоски поседници и грађанство) за то нису били.

## Двобој — појам
У српским речницима иза речи двобој најчешће стоји — да је двобој „борба између два лица наоружана каквим смртоносним оружјем (мачевима, револверима и сл.), по строго утврђеним правилима и у присуству сведока, ради решавања питања части или каквог другог спора.” 
Сава Витас, учитељ мачевања на Војној академији Краљевине Србије, превео је и објавио (1892) познати аустроугарски приручник за двобоје са насловом Правила двобоја (Regeln des Duells) Франца фон Болгара (Franz von Bolgár), у коме постоји ова дефиниција двобоја: 
„Двобој је с договором уређена борба двеју особа с оружјем и у присуству обостраних сведока, а услед увредом основаног изазивања.“
Према томе двобој се може сматрати врстом разрачунавања, у коме се кривица доказивала поразом, а не пред судом.

## Историја
Двобој има дугу историју у свету. Постојао је кроз историју у скоро свим светским културама и традицијама. О борбама два појединца за време битака говори се у Старом завету, Илијади, нордијским сагама и бројним средњовековним записима. Двобој је и велика тема светске књижевности. Први пут је овај агресивни чин, помиње у једном акту, из 501. године краља Бургундије Гундобад, господар Западног римског царства између 472. и 473. године, а затим краљ Бургундије (другог Бургундског краљевствг) између 473. и 516. године.
Двобој на простору данашње Србије
На простору данашње Србије двобоји су опевани у народном песништву. Двобој над двобојима“ српског народног песништва је мегдан Краљевића Марка и Мусе (Арнаута) Кесеџије. Код ових двобоја обично је била реч о ратним двобојима или о „мирнодопским“ двобојима одржаваним на широком простору балканске војне границе, где је цео живот имао ратничко обележје. Пример за један такав двобој био је и двобој на Тичару одржан пред бројним сведоцима: Карађорђем, српским и турским војним заповедницима и супротстављеним војскама. На основу описа тог двобоја може се сазнати да је основна структура ратног двобоја скоро истоветна са мирнодопским (увреда, усмени позив, пријем позива, двобој — пред сведоцима).
Двобој због личне увреде
Подразумевали су се и двобоји који се не воде против непријатеља, већ због личне увреде, односно питања части. Иако су многи српски државни питомци студирали на немачким универзитетима, пракса студентских двобоја са рањавањем (Mensur), која се и данас негује у више земаља Европске уније, није прихваћена у Србији 19. века.
С временом се стара традиција двобоја посредовала различитим европским правилима двобоја, у којима су због избегавања злоупотреба увођени све строжи протоколи. Тако је нпр, двобој који је прописивао и Душанов законик, забрањивао свађе за време војног похода, а за решавање личних спорова предвиђен је двобој у који други не смеју да се мешају (чл. 131 [220]), како се личне свађе не би изродиле у шире сукобе.
Потом се овакво решење спора две сукобљене странке (у коме се кривица доказивала поразом), раширило свуда по Европи. С временом двобој добија веће размер јер се изродио у провоциране и безразложне сукобе, првенствено, да би се противнику нашкодило или да би се доказала сопствена храброст, а мање да би се поразом доказала кривица. Овакве намере актера двобоја најбоље илуструју приче о двобојима из 19. века, које су везане за живот у салонима, пуним сплеткама, срцима и бесним тренуцима када се кроз игру и лично доказивање ишло у сусрет смрти. То најбоље илуструје незаобилазна сторија о песнику Александру Сергејевичу Пушкину: 
Који је ишао из двобоја у двобој, лежерно доручковао трешње и добацивао коштице до ногу свог ривала. Своју литературу звану живот завршиће фебруара 1837. године, у двобоју са Французом Дантесом, који је био прецизнији с пиштољем.
Четири године касније, у двобоју је убијен још један великан руске књижевности, Михаил Јурјевич Љермонтов. Данас је тешко схватљиво да суздржани и љубазни људи, који одлазе на балове, пишу песме и романе разговарају на француском, могу бити опасни, јер према руском законодавству, двобоји су били забрањени (што није спречавало њихову учесталост). Нешто касније двобоји су озакоњени царевим указом (1894), али по строгим правилима и под условом да буду под надзором.
Овакво насилиничко и нехумано понашање актера двобоја резултовало је да се свуда у Европи у 19. веку законски двобој забрани. Али у тој Европи Краљевина Србија је била једини изуетак.

## Слобода двобоја у Закона о војнодисциплинском суду Краљевине Србије
Озакоњење права, да две особе са оружјем у руци стану једна наспрам друге, учињено је на седници Народне скупштине Краљевине Србије од 10. јануара 1899. године.
Расправа у Скупштини Краљевине Србије
Усвајању Закона о војнодисциплинском суду Краљевине Србије претходила је расправа, у Скупштини Краљевине Србије на којој је прво предлог поднео један од посланика, по струци правник, Драгомир Рајевић и свој предлог овако образложио:
У кривичном закону што год није забрањено - дозвољено је. А у њему, господо, двобој није забрањен, није означен као кажњив. И питање части у целом свету расправља се управо овим чином  брани од бахатости и увреда, али и да је превентивна мера. И наглашава да сви треба да буду спремни да за своју реч заложе свој живот, „а на првом месту официри, који носе одличје и оружје, које и краљ носи“... Ту нема мучког убиства, већ ту човек с оружјем у руци своју част пере.
Илија Стојановић, посланик Округа црноречког („трибун из Бољевца“), супротставио се овом предлогу и у дискусији је нагласио да је „близу време када ће наши млађи официри проливати крв на бојном пољу, а не да се међу собом туку“.
Предлог Рајевића подржао је још један посланик, и то председник суда, који је у својој дискусији био изричит:
Двобој међу нама Србима је стара ствар. Можемо ми то осуђивати и одбацити, али то је било, биће и мора бити... Дакле, господо, хоћемо да допустимо да неко у одбрани свога имања убије човека, а нећемо да допустимо да то исто уради у одбрани своје части и части своје породице?!
Одлука краља Александра
Пошто је овакво питање нужно морало бити одобрено са највишег места, представља и мишљење владара, краља Александра, који је у то време армијски генерал и командант Активне војске. Потом је следило доношења Закона о војнодисциплинском суду Краљевине Србије. У прилог, ове одлуке у двобојима се наводно види њихов васпитни и превентивни карактер, јер се сматрало да двобојо делује превентивно, јер спречава непристојност, бахатост, дрске испаде, неконтролисане туче, личне обрачуне и мучке нападе. А који су све били разлози који су руководили владара да озаконе двобој, следећи руски пример, сложено је питање, за историчаре права онога времена.

## Примери двобоја у Краљевини Србији
Судски двобоји
Судски двобој се заснивао на веровању да Бог неће дозволити да невино лице страда. Двобој се састојао у томе што се у недостатку других доказа остављало оружју да реши ко има право или не. Он се вршио до победе једне стране или до заласка сунца. На њега се могао позвати и оптужени и тужилац, а тврђење оног ко је у борби подлегао се сматрало неистинитим. Двобој се морао лично вршити, а само изузетно се допуштала замена, па је жену могао да замени муж а децу отац.
Стојан Новаковић је сматрао да се судски двобој употребљавао и у средњовековној српској држави, па га је Душанов законик укинуо као редовни доказ а оставио да се примењује за војнике кад су на походу. Решавање спора двобојем се дуго задржало у српском народу, што говори и Карађорђев предлог Петру Добрњцу и Миленку Стојковићу да своје размирице реше двобојем. 
Двобоји у ратно време
Двобоји у Србији нису престајали ни у ратно време. Сачувано је пуномоћје за „капетана господина Александра Наумовића“ (40. кл. ВА), којим га резервни коњички поручник (водник београдског 4. коњичког пука „великог кнеза Константина Константиновича“) Тадија Р. Сондермајер (17–30. јуна 1915), иначе брат од тетке, писмено обавештава о инциденту и овлашћује да преговара о условима извињења или двобоја: 
„17. тек. месеца ујутро капетан г. Дим. Вучићевић нанео ми је увреду, ударивши ме песницом по глави. Пошто сам мишљења, да никакви разлози не могу оправдати овакву увреду, то Вас молим, да ме заступате у овом спору. Моји су услови ови: 1) или да ми се капетан г. Дим. Вучићевић извинипред мојим и његовим сведоцима, или 2) да ми да задовољења путем оружја. (17. јуни 1915. год, Н. Аџибеговац)“
 Истоветним текстом и на истом листу папира Сондермајер је дао пуномоћје и капетану (будућем дивизијском генералу) Жарку П. Мајсторовићу (40 кл. ВА). Не знамо како се спор завршио.